# Hoover, Alabama
Hoover là một thành phố thuộc tiểu bang Alabama, Hoa Kỳ. Thành phố có diện tích km², dân số thời điểm năm là 62.742 người, ước tính dân số năm 2008 là 73.000 người. Thành phố nằm ở các quận Jefferson và Shelby. Thành phố này là một phần khu vực thống kê đô thị Birmingham-Hoover, AL MSA và cũng nằm trong Birmingham-Hoover-Cullman, AL CSA.